# Pais (apelido)
Pais é um apelido de família da onomástica da língua portuguesa de origem patronímica, ou seja, deriva diretamente do prenome Paio, hoje em desuso, que por sua vez é uma forma sincopada de Pelágio. Também existe outra variação do prenome que é Pelaio, adaptação do castelhano Pelayo, equivalente a Pelágio.
Pelas numerosas variantes que possui o prenome de origem, o sobrenome Pais também tem várias formas ortográficas, como Paes (grafia arcaica), Peláez e Páez (em castelhano), Paiz, Payo, entre outras, e também Sampaio ou Sampayo (grafia arcaica).
Ao longo dos séculos este apelido tipicamente patronímico deu origem a vários ramos familiares dado que actualmente existem mais do que um tronco familiar com o uso deste nome/apelido. 

## Pessoas
Pais
- Fernão Dias Pais Leme, bandeirante
- Pedro Dias Pais Leme da Câmara, marquês de São João Marcos
- Pedro Dias Pais Leme, marquês de Quixeramobim
- Garcia Rodrigues Pais Leme, bandeirante
- Sebastião Pais de Barros, sertanista
- Francisco Pais de Oliveira Horta, bandeirante
- Francisco Xavier Pais de Barros, barão de Tatuí
- Antônio Pais de Barros, 1.° barão de Piracicaba
- Bento Pais de Barros, barão de Itu

Paes
- Juliana Paes, atriz brasileira
- Dira Paes, atriz brasileira

Páez
- Fito Páez, músico argentino